# Popina
A l'antiga Roma, una popina (plural: popinae) era una taverna de mala reputació, associada tant a la restauració, als jocs d'atzar i a la prostitució.
La popina disposava d'un menú limitat d'aliments senzills (olives, pa, guisats) i selecció de vins de qualitat diversa. La popina era un lloc perquè els plebeus de les classes baixes de la societat romana (esclaus, lliberts, estrangers) es socialitzessin i, en la literatura romana l'associava sovint amb un comportament il·legal i immoral.

## Descripció de lapopina
Horaci va descriure les popinae com immundes i greixoses, plenes del fum i mals olors dels seus forns. Hi havia plats preparats, que estaven exposats als ulls dels transeünts en gerres de vidre plenes d'aigua, que tenien un efecte atractiu. Alguns d'aquests plats consistien en mandonguilles (gisades o rostides per emmascarar el mal gust de la carn); de vegades, segons Galè, es feia passar la carn humana com a porc als gisats. Els clients estaven asseguts al voltant de taules altes, asseguts en tamborets, cadires o bancs. A diferència de les cauponae, el vi a les popinae s'havia de consumir al lloc (no es podia endur fora) i no es podia pernoctar.
La gent no només anava a una popina a beure i menjar, sinó també a jugar a daus o tenir sexe. Tot i que el joc amb daus era il·legal, a jutjar per la gran quantitat de daus trobats en ciutats com Pompeia, la majoria de persones ignoraven aquesta llei. Diversos grafit o pintures en parets en popinae pompeianes mostren escenes on apareixen homes llançant daus amb gobelets. Les prostitutes freqüentaven les popinae, però la majoria de locals no tenien cap habitació adequada amb un llit, de manera que acudien a buscar clients i després se'ls duien a un altre lloc. Les excavacions arqueològiques de Pompeia mostren que algunes popinae incloïen, a més d'una cuina i un menjador, una petita habitació a la planta de dalt o fins i tot diverses sales contigües, adornades amb fal·lus o escenes eròtiques, on es podia retirar tranquil·lament en companyia d'una prostituta. En una inscripció que es va trobar a Isèrnia i que es conserva al Museu del Louvre, es pot llegir la nota d'un client: «1 sesterci pel vi, 1 pel pa, 2 sestercis pels plats, 2 pel fenc que ha consumit l'ase del client; 8 sestercis per la noia». En un grafit que es troba a la paret d'una popina a Pompeia, un altre client es presumeix d'haver «tingut sexe amb la mestressa».

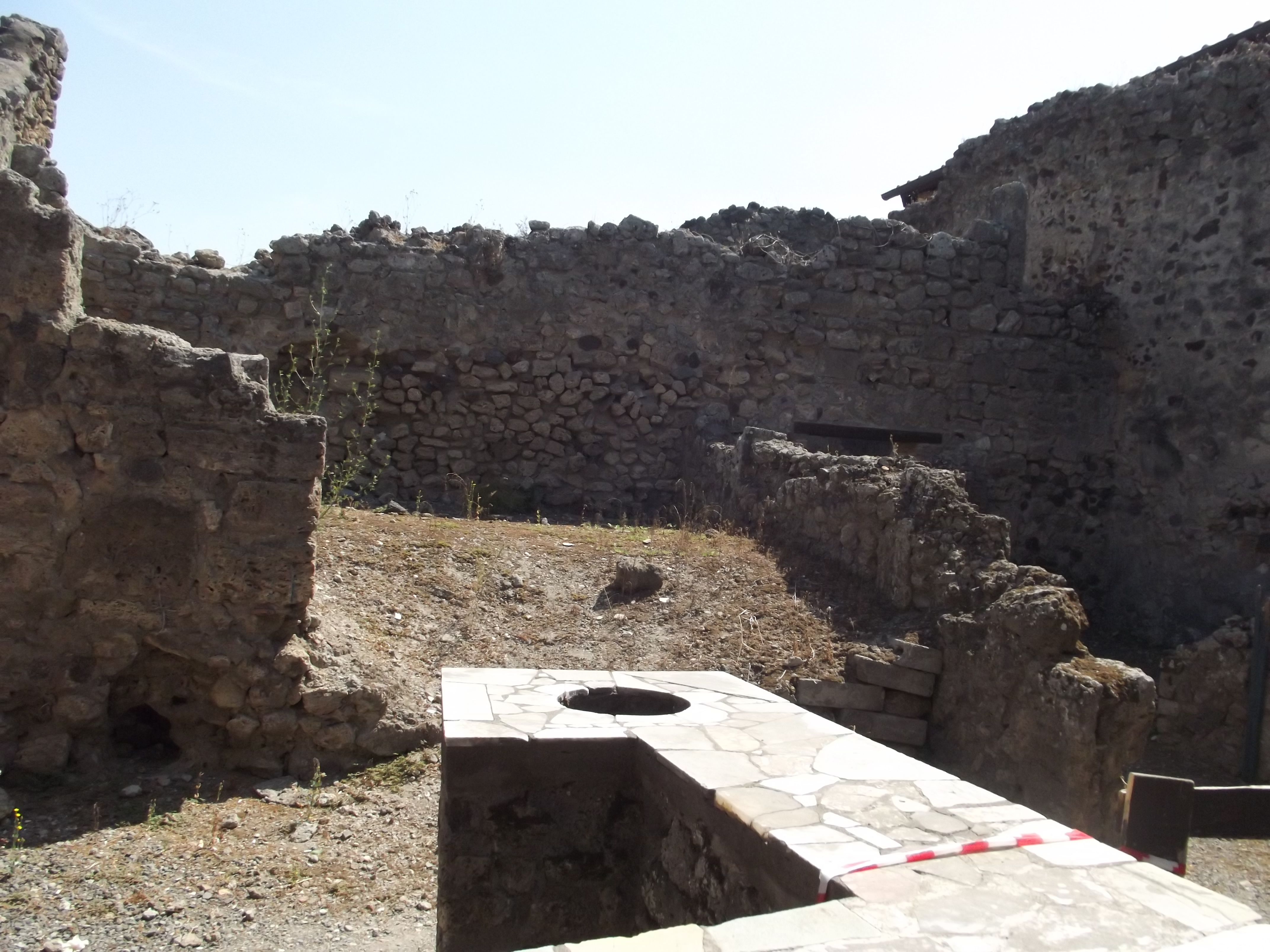
La popina del lupanar de Pompeia
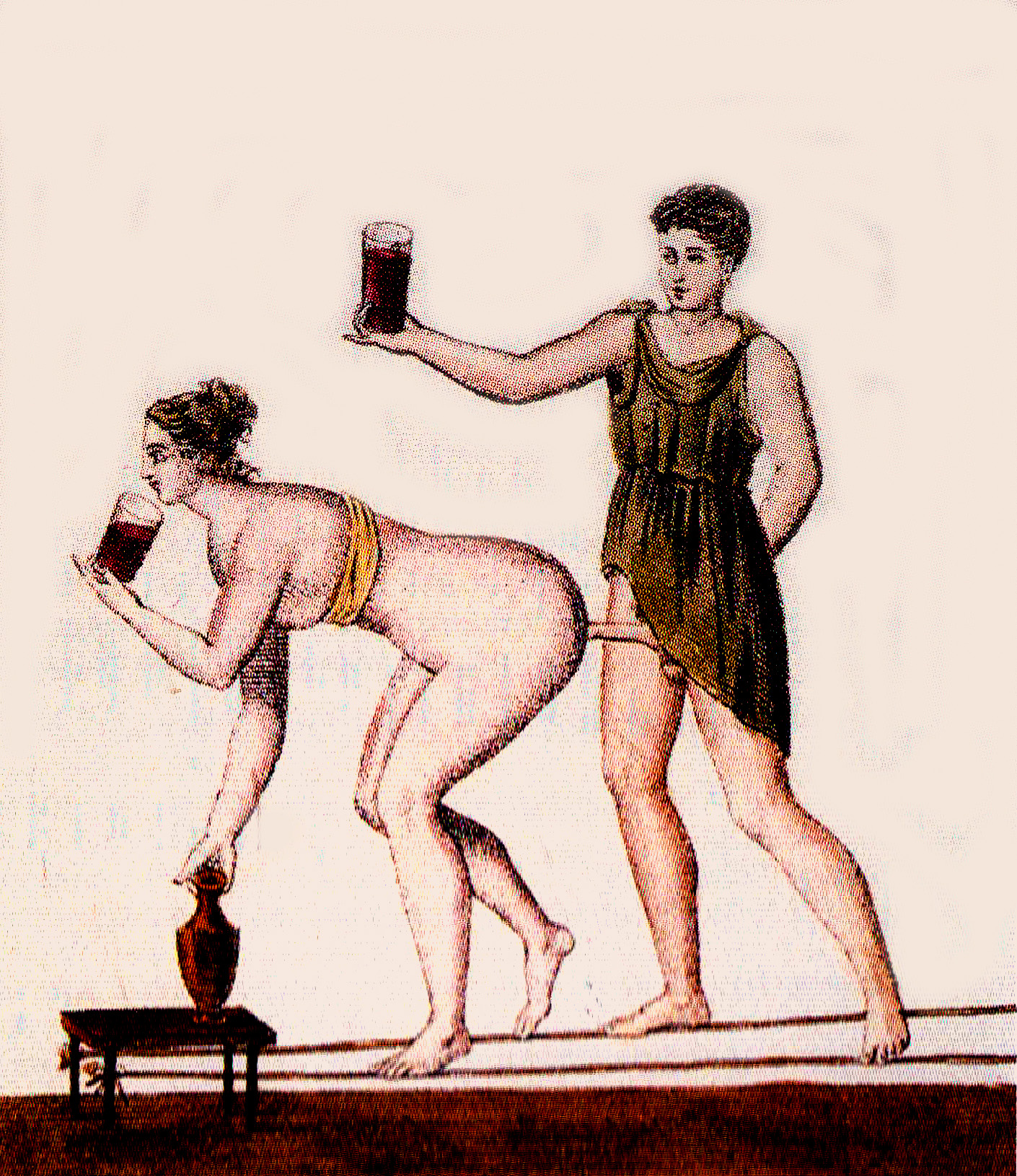
A la glòria del vi i de Venus, Gabinet Secret del Museu Arqueològic Nacional de Nàpols, còpia de 1876
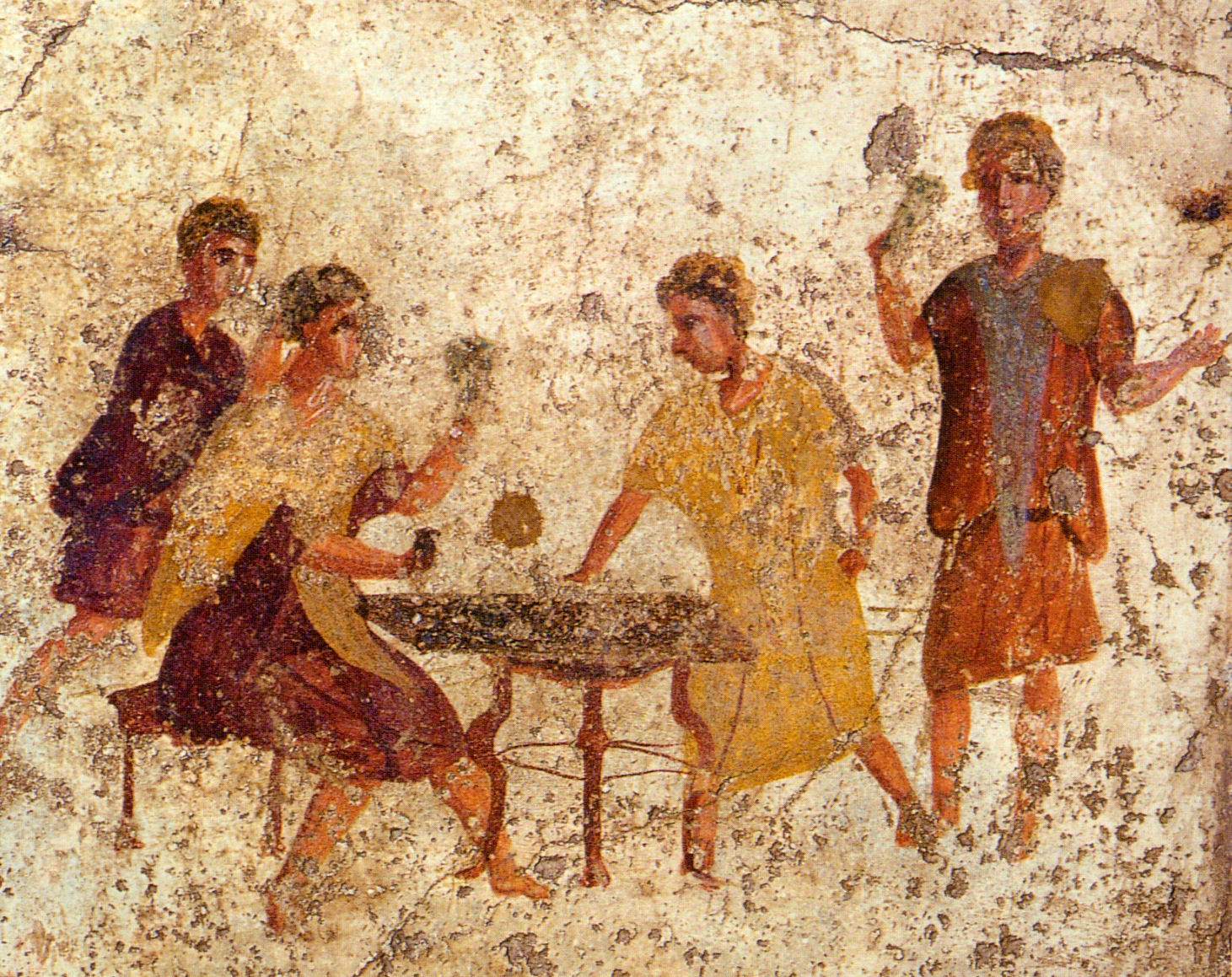
Jugadors de daus en una popina de la via Mercuri de Pompeia

Juvenal va mencionar en una de les seves Sàtires el tipus de clientela que freqüentava les popinae: venedors ambulants, mulaters, enterramorts, mariners, esclaus, pinxos, fugitius,... Durant l'Imperi, els aristòcrates rics es van barrejar amb la gent de classe baixa; segons Suetoni, Neró freqüentava les popinae durant la nit, cobert amb un pileus o amb una perruca.
El propietari d'una popina era un popinarius (popinari) o popinator (popinador), i el client un popino (popí); aquest darrer terme també podia significar «golafre» o «pervers».

## Origen del terme i derivacions
La paraula llatina «popina» prové de l'osc i calca en la seva forma sobre coquina, que significa cuina en llatí. El terme hauria tingut successivament tres significats: designar originalment una «estructura per cuinar menjar» (possiblement transportable), després té el significat de «festí immoral» i finalment la de «lloc de menjar marcat per la infàmia».